# Uroxys angulatus
Uroxys angulatus là một loài bọ cánh cứng trong họ Bọ hung (Scarabaeidae).